# Hyperbolická spirála

Hyperbolická spirála (a = 2)

Hyperbolická spirála je rovinná křivka (spirála), jejíž zápis v polární soustavě souřadnic je
{\displaystyle r={\frac {a}{\theta }}\quad (a>0)}.
Spirála začíná v nekonečné vzdálenosti od svého pólu, přibližuje se k pólu a ovíjí jej ve stále těsnějších smyčkách.